# (8129) Michaelbusch
(8129) Michaelbusch est un astéroïde de la ceinture principale.

## Description
(8129) Michaelbusch est un astéroïde de la ceinture principale. Il fut découvert le 30 septembre 1975 à l'observatoire Palomar par Schelte J. Bus. Il présente une orbite caractérisée par un demi-grand axe de 2,36 UA, une excentricité de 0,05 et une inclinaison de 2,5° par rapport à l'écliptique.

## Compléments